# アメリカーナ (ニール・ヤングのアルバム)
『アメリカーナ』（Americana）は、カナダ／アメリカのミュージシャン、ニール・ヤングが2012年6月5日にリリースした33枚目のスタジオ・アルバムこのアルバムは、ヤングがバックバンドのクレイジー・ホースと2003年のアルバム『グリーンデイル』とそれに伴うツアー以来のコラボレーションとなった。

## 背景
このアルバムは、ヤングが10代で初めてロック・バンドに参加した時の経験にインスパイアされたものだ。彼のバンド、スクワイアーズは古いフォーク・スタンダードのロック・バージョンを演奏していた。
「1964年か65年頃、スクワイアーズはオンタリオ州サンダー・ベイのフォーク・クラブで演奏していたんだ。ソーンズというグループが 「Oh Susannah」のヴァージョンを演奏したんだけど、それに僕はケツを叩かれたよ」 と66歳のヤングは言う。ヤングは伝記『シェイキー』のインタビューにこう答えている：
「ザ・ソーンズは、私たちが午後に演奏していたナイトクラブで演奏していた。元祖フォーク・ロック・バンドだよ。[ドラムはいなかったけど、ベースとギターが2本あった。彼らは本当にいい曲をやっていて、歌もうまかった。私のお気に入りのひとつは「Oh Susannah」で、彼らは奇妙なアレンジをした。短調で、すべてを完全に変えて、ロックンロールにしたんだ。そのアイデアが、他の曲のアレンジを生むことになった。私はそれらすべてのマイナー・バージョンをやった。私たちはそれに夢中になった。スクワイヤーズのステージは録音されなかったんだ。テープがあればよかったのに。フォーク・ロックという種類の音楽をやっていたんだ。「Clementine」、「She'll Be Comin' Round the Mountain」、「Tom Dooley」といった有名な古いフォークソングを、ティム・ローズがアレンジした「Oh Susannah」をベースにマイナー・キーで演奏したんだ。
ヤングのスクワイアーズ時代、ティム・ローズとザ・ソーンズとの初期の出会い、スティーヴン・スティルスとの初期の交流は、回顧録のひとつ『Waging Heavy Peace』を書いたことで記憶に新しい。ヤングはNPRのテリー・グロスにこう語る:
「だから、本を書きながらそのことを思い出していたんだ。でも同時に、クレイジー・ホースとのレコーディングの準備をしていて、素材がなかったんだ。それで、クレイジー・ホースと一緒にスタジオに行ったんだ。それで私は、新しい曲がないんだ。この曲もやってみよう、この曲もやってみよう、と。それからもう1曲、サンダーベイのフォーサーズ・ディメンション・クラブに来ていたカンパニーというバンドの曲で、そのバンドにはスティーヴン・スティルスがいた。彼は 「High Flyin' Bird」という曲を歌っていて、これも素晴らしいと思った。だから当時の習慣で、そのアレンジもコピーしたんだ。

## 詞曲
ヤングはアメリカン・ソングライター誌で、このアルバムの曲の厳しい歴史と歌詞への興味を説明している：
どの曲にも無視されてきた節がある。それが重要な詩であり、これらの曲を生かすものなんだ。幼稚園児が歌うには少し重い。オリジナルはもっとダークで、もっと抗議が込められている。「en:This Land Is Your Land」の他の詩はとてもタイムリーだし、「Oh My Darling, Clementine」の詩はとても暗い。ほとんどすべての詩が、生死に関わるような、人が殺されるような話なんだ。そういう話はあまり聞かない。だから私は、そのような優しい解釈から遠ざけたんだ。新しいメロディーとアレンジで、この世代に本来の意味を呼び起こすためにフォークのプロセスを使うことができたんだ。
ヤングはNPRの取材に対し、「This Land Is Your Land」の忘れられた詩のいくつかを詳しく説明した：
「ああ、それは歌ってないね。This Land is Your Landでは、恐らく、『By the relief office I saw my people』（救護所のそばで私は自分の仲間を見た）という、大恐慌の時に救護所に行った人々のことを歌った詩がある」
大恐慌でパンの列に並んだ人々の話を聞いた後、あなたは歌わなかった： 
「この土地はあなたと私のために作られたのだろうか？そんな歌はなかった。それが、ニュー・クリスティ・ミンストレルズなどのために、きれいに掃除され、搾り出され、みんなが幸せな小さな歌のように歌うようになったんだ」
「Jesus Chariot (She'll Be Coming Round the Mountain)」では、ヤングはアルバムのために曲をリサーチしているうちに、よりダークで意味深い歌詞を持つスピリチュアルな曲としての起源を発見した。
「1964年にこの曲を聴いて、そのグルーヴとメロディ、そして古い曲に新しいメロディと古い歌詞をつけたという事実にとても惹かれたんだ。そして2012年にこの曲を作ったとき、歌詞にもっと興味を持ち始め、歌詞についてもっと調べた。そして、歌詞が本当は何を歌っているのかに実際に触れてみたんだ。だから、ある種の暗さを強調した詩をいくつか選んだんだけど、それらはすべてオリジナルの詩だった。「Jesus Chaliot」については、リサーチするまで知らなかったし、ただ、この音楽が歴史的な勉強のようなものだと感じたから、面白いライナーノーツを書きたかっただけなんだ。でも、原曲のメッセージは大切にしている。そうして調べていくうちに、この曲は基本的にとても宗教的で、昔の黒人霊歌のようなもので、再臨に関連していて、戦車は実は女性で、彼女は戦車で、イエスが戦車に乗って戻ってくるということがわかった。そう考えると、とても興味深い歌だ。そして、その後に暗闇があるという事実。よし、キリストが戻ってくるから、今から大きな赤い雄鶏を殺そう。それは何を意味するのか？これはとても刺激的なことだった。そして、彼女は私たちを扉の向こうに連れて行ってくれる。どういう意味かって？宗教的なことだよ。天国に行くんだ。どこに行くんだっけ？私にとって、これらの曲は魅力的なイメージに満ちている。

## レコーディング
ヤングは2011年10月から11月にかけて、クレイジー・ホースとともに彼のブロークン・アロー牧場でこのアルバムをレコーディングした。妻のペギ・ヤングとスティーヴン・スティルスが最後のトラックにヴォーカルで参加している。また、数曲には聖歌隊も参加している。ヤングとクレイジー・ホースはその数ヵ月後、同じ場所でオリジナル曲のアルバム『サイケデリック・ピル』をレコーディングしている

## 批評家からの評価
| 専門評論家によるレビュー | 専門評論家によるレビュー |
| レビュー・スコア         | レビュー・スコア         |
| 出典                     | 評価                     |
| ------------------------ | ------------------------ |
| AllMusic                 | [ 6 ]                    |
| Robert Christgau         | A                        |
| Entertainment Weekly     | A−                       |
| The Guardian             | [ 9 ]                    |
| NME                      | 5/10                     |
| The Observer             | [ 11 ]                   |
| Pitchfork                | 6.1/10                   |
| Rolling Stone            | [ 13 ]                   |
| en:Slant Magazine        | [ 14 ]                   |
| Spin                     | 7/10                     |

『アメリカーナ』は、音楽批評家たちから両極端な評価を受けた。メタクリティックでは31のレビューに基づき、100点満点中68点が平均点。シカゴ・トリビューン紙のグレッグ・コット記者は、このアルバムに4つ星のうち3つ半の星をつけ、「アメリカーナは、当たり前のように歌われてきた曲の内側にある厳しい真実を明らかにする」と書いている。『ヴィンテージ・ギター』誌のダン・フォルテは、「これは『ラスト（ネヴァー・スリープス）』以来のベストかもしれない」と評している。ジョニー・ディーは『クラシック・ロック』誌のレビューで、「ヤングはすべての曲をバラバラにし、メロディと歌詞を作り直して自分のものにした」と評した
『ガーディアン』誌のマイケル・ハンは、このアルバムを「どうしようもなく無意味」だとし、いくつかの曲には「だらしなさ」と「不必要な長さ」が感じられると酷評した。NMEのレビュアーは、このアルバムを 「民謡の標準以下のカヴァーが大部分を占めている 」と評価している。
ロバート・クリストガウは、『バーンズ＆ノーブル』誌の年末リストで、2012年のベスト・アルバムに『アメリカーナ』を選び、そして、2010年代の10年間でトップ25に入るアルバムに挙げた。

## トラックリスト
| #   | タイトル                                                                         | 作詞・作曲                                                                                           | 時間 |
| --- | -------------------------------------------------------------------------------- | --- | ---- |
| 1.  | 「Oh Susannah」(オー・スザンナ)                                                  | スティーブン・フォスター; 編曲: ティム・ローズ                                                       | 5:03 |
| 2.  | 「Clementine」(愛しのクレメンタイン)                                             | トラディショナル; 編曲: ヤング                                                                       | 5:42 |
| 3.  | 「Tom Dula」(トム・ドゥーリー)                                                   | トラディショナル; 編曲: ヤング                                                                       | 8:13 |
| 4.  | 「Gallows Pole」(ギャロウズ・ポウル)                                             | トラディショナル; 編曲: オデッタ                                                                     | 4:15 |
| 5.  | 「Get a Job」(ゲット・ア・ジョブ)                                                | リチャード・ルイス、アール・ビール、レイモンド・エドワーズ、ウィリアム・ホートン                     | 3:01 |
| 6.  | 「Travel On」(トラヴェル・オン)                                                  | トラディショナル; 編曲: ポール・クレイトン、ラリー・アーリック、デヴィッド・レイザー、トム・シックス | 6:47 |
| 7.  | 「High Flyin' Bird」(ハイ・フライン・バード)                                     | ビリー・エド・ウィーラー                                                                             | 5:30 |
| 8.  | 「Jesus' Chariot (She'll Be Coming Round the Mountain)」(ジーザス・チャリオット) | トラディショナル; 編曲: ヤング                                                                       | 5:38 |
| 9.  | 「This Land Is Your Land」(ディス・ランド・イズ・ユア・ランド)                   | ウディ・ガスリー                                                                                     | 5:26 |
| 10. | 「Wayfarin' Stranger」(ウェイファリン・ストレンジャー)                           | トラディショナル; 編曲: バール・アイヴス                                                             | 3:07 |
| 11. | 「God Save the Queen」(ゴッド・セイヴ・ザ・クイーン)                             | トマス・アーン; 編曲: ニール・ヤング                                                                 | 4:08 |

## 参加ミュージシャン
- ニール・ヤング - ヴォーカル、ギター、プロダクション

クレイジー・ホース
- ビリー・タルボット - ベース、ヴォーカル
- ラルフ・モリーナ - ドラム、ヴォーカル
- フランク・"ポンチョ"・サンペドロ - ギター、ヴォーカル

ゲストミュージシャン
- ダン・グレコ - オーケストラ・シンバル、タンバリン
- アメリカーナ・クワイア - ヴォーカル
  - ザンダー・エアロフ、リディア・バックマン、エメリン・レーマン・ボディッカー、ヴィレム・レーマン・ボディッカー、ジョシュア・ブリット、マライア・ブリット、ウィラ・グリフィン、ニコラス・ハーパー ライアン・ライザック、ローウェン・メリル、ゾーイ・メリル、ミーガン・ムーチョ、ノーラン・ムーチョ、レノン・オニール、ダニエル・オブライエン、キアナ・スコット
- ペギ・ヤング - "This Land is Your Land" ヴォーカル
- スティーヴン・スティルス - "This Land is Your Land" ヴォーカル

制作スタッフ
- ジョン・ハンロン - プロダクション、レコーディング、ミキシング、エンジニアリング
- マーク・ハンフリーズ - プロダクション
- ジョン・ハウズマン、ジェフ・ピン - エンジニアリング
- ティム・マリガン - マスタリング
- ジョン・ノウランド - アナログからデジタルへのトランスファー
- ジェレミー・ミラー、ベン・オニール - エンジニア補佐
- ダレル・ブラウン - 合唱指揮、編曲
- ティム・デイビス - 合唱指揮
- エリオット・ロバーツ - マネージメント

ブルーレイ制作スタッフ
- ゲイリー・バーデン - 原案、フィルム・リサーチ
- バーナード・シェイキー（ニール・ヤング） - 演出
- ウィル・ミッチェル - 製作、編集、フィルム・リサーチ
- エリオット・ラビノヴィッツ - 製作総指揮
- トシ・オーヌキ（大貫敏之） - 美術
- マーク・フォークナー、アティカス・カルヴァー・リース - 編集
- ベンジャミン・ジョンソン - 聖歌隊のビデオカメラ
- キャメロン・クンツ、サラ・イー - フィルム・リサーチ